# Châlus
Châlus este o comună în departamentul Haute-Vienne din centrul Franței. În 2009 avea o populație de 1.639 de locuitori.

## Evoluția populației
| An        | 1975  | 1982  | 1990  | 1999  | 2006  | 2009  |
| --------- | ----- | ----- | ----- | ----- | ----- | ----- |
| Populație | 2.334 | 2.074 | 1.907 | 1.759 | 1.652 | 1.639 |